# Егр
Егр (фр. Aigre) насеље је и општина у западној Француској у региону Поату-Шарант, у департману Шарант која припада префектури Ангулем.
По подацима из 2011. године у општини је живело 1082 становника, а густина насељености је износила 164,19 становника/km². Општина се простире на површини од 6,59 km². Налази се на средњој надморској висини од 68 метара (максималној 129 m, а минималној 62 m).

## Демографија
| 1962. | 1968. | 1975. | 1982. | 1990. | 1999. | 2011. |
| ----- | ----- | ----- | ----- | ----- | ----- | ----- |
| 1.057 | 1.150 | 1.165 | 1.166 | 1.176 | 1.141 | 1.082 |

График промене броја становника у току последњих година